# 인제터널
인제터널(麟蹄터널)은 강원특별자치도 인제군 인제읍 남북리에 위치한 국도 제44호선 및 국도 제46호선 상의 터널이다. 인제 ~ 신남간 도로 확포장 공사 때 건설된 것이며, 이 터널과 함께 인제대교가 개통되면서 이 구간을 통과하는 소요시간이 약 10분 정도 단축되었다.

## 연혁
- 1995년 12월 : 인제 ~ 신남간 도로공사 착공과 함께 터널 공사 착공
- 2001년 : 터널 준공
- 2002년 11월 13일 : 인제 ~ 신남간 도로 개통과 함께 개통
- 2002년 12월 21일 : 도로 사용 개시[2]

## 같이 보기
- 인제대교